# Liste der Handels- und Industrieminister Namibias
Dies ist eine Liste der Handels- und Industrieminister Namibias.

## Minister
| Nr. | Foto                                                             | Name                                                             | Lebensdaten                                                      | Partei                                                           | Kabinett                                                         | Amtszeit (Beginn)                                                | Amtszeit (Ende)                                                  |
| Minister für Handel und Industrie Minister of Trade and Industry                                                    | Minister für Handel und Industrie Minister of Trade and Industry | Minister für Handel und Industrie Minister of Trade and Industry | Minister für Handel und Industrie Minister of Trade and Industry | Minister für Handel und Industrie Minister of Trade and Industry | Minister für Handel und Industrie Minister of Trade and Industry | Minister für Handel und Industrie Minister of Trade and Industry | Minister für Handel und Industrie Minister of Trade and Industry |
| --- | ---------------------------------------------------------------- | ---------------------------------------------------------------- | ---------------------------------------------------------------- | ---------------------------------------------------------------- | ---------------------------------------------------------------- | ---------------------------------------------------------------- | ---------------------------------------------------------------- |
| 01 |                                                                  | Ben Amathila                                                     | 1938–                                                            | SWAPO                                                            | Nujoma I                                                         | 1990                                                             | 1993                                                             |
| 02 |                                                                  | Hidipo Hamutenya                                                 | 1939–2016                                                        | SWAPO                                                            | Nujoma I                                                         | 1993                                                             | 1995                                                             |
| 02 | Nujoma II                                                        | Hidipo Hamutenya                                                 | 1939–2016                                                        | SWAPO                                                            | 1995                                                             | 2000                                                             |                                                                  |
| 02 | Nujoma III                                                       | Hidipo Hamutenya                                                 | 1939–2016                                                        | SWAPO                                                            | 2000                                                             | 2005                                                             |                                                                  |
| 03 |                                                                  | Immanuel Ngatjizeko                                              | 1952–2022                                                        | SWAPO                                                            | Pohamba I                                                        | 2005                                                             | 2008                                                             |
| 04 |                                                                  | Hage Geingob                                                     | 1941–2024                                                        | SWAPO                                                            | Pohamba I                                                        | 2008                                                             | 2010                                                             |
| 04 | Pohamba II                                                       | Hage Geingob                                                     | 1941–2024                                                        | SWAPO                                                            | 2010                                                             | 2012                                                             |                                                                  |
| 05 |                                                                  | Calle Schlettwein                                                | 1954–                                                            | SWAPO                                                            | Pohamba II                                                       | 2012                                                             | 2015                                                             |
| Minister für Industrialisierung, Handel und SME-Entwicklung Minister of Industralisation, Trade and SME Development |                                                                  |                                                                  |                                                                  |                                                                  |                                                                  |                                                                  |                                                                  |
| 0 |                                                                  | Immanuel Ngatjizeko                                              | 1952–2022                                                        | SWAPO                                                            | Geingob I                                                        | 2015                                                             | 2018                                                             |
| 06 |                                                                  | Tjekero Tweya                                                    | 1960–                                                            | SWAPO                                                            | Geingob I                                                        | 2018                                                             | 2020                                                             |
| Minister für Industrialisierung und Handel Minister of Industrialisation and Trade                                  |                                                                  |                                                                  |                                                                  |                                                                  |                                                                  |                                                                  |                                                                  |
| 07 |                                                                  | Lucia Iipumbu                                                    | 1975–                                                            | SWAPO                                                            | Geingob II Mbumba                                                | 2020                                                             | 2025                                                             |
| Minister für Internationale Zusammenarbeit und Handel Minister of International Relations and Trade                 |                                                                  |                                                                  |                                                                  |                                                                  |                                                                  |                                                                  |                                                                  |
| 08 |                                                                  | Selma Ashipala-Musavyi                                           | 1960–                                                            | SWAPO                                                            | Nandi-Ndaitwah                                                   | 2025                                                             |                                                                  |
| Minister für Industrialisierung, Bergbau und Energie Minister of Industrialization, Mines & Energy                  |                                                                  |                                                                  |                                                                  |                                                                  |                                                                  |                                                                  |                                                                  |
| 08 |                                                                  | Natangwe Ithete                                                  |                                                                  | SWAPO                                                            | Nandi-Ndaitwah                                                   | 2025                                                             |                                                                  |